# Cuculus
Genre
Le genre Cuculus comprend 11 espèces de Coucous dont le Coucou gris européen. Certaines sont actuellement classées dans le genre Hierococcyx.

## Liste des espèces
D'après la classification de référence (version 2.2, 2009) du Congrès ornithologique international (ordre phylogénique) :
- Cuculus clamosus – Coucou criard
- Cuculus solitarius – Coucou solitaire
- Cuculus poliocephalus – Petit Coucou
- Cuculus crassirostris – Coucou des Célèbes
- Cuculus micropterus – Coucou à ailes courtes
- Cuculus rochii – Coucou de Madagascar
- Cuculus gularis – Coucou africain
- Cuculus saturatus – Coucou de l'Himalaya
- Cuculus optatus – Coucou oriental
- Cuculus lepidus – Coucou de la Sonde
- Cuculus canorus – Coucou gris